# Caccia grossa

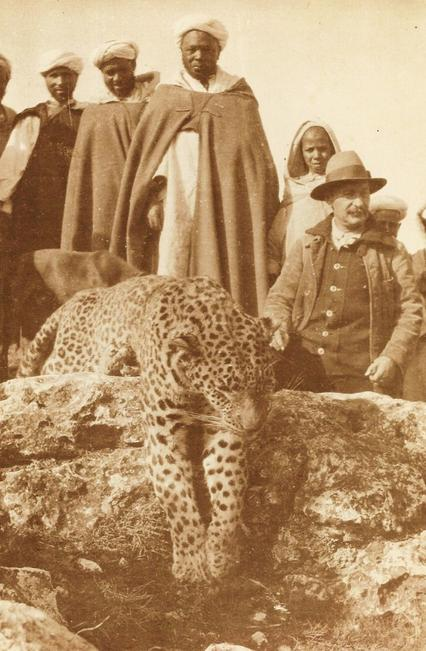
Cacciatori posano accanto a un leopardo abbattuto in Marocco nel 1890.

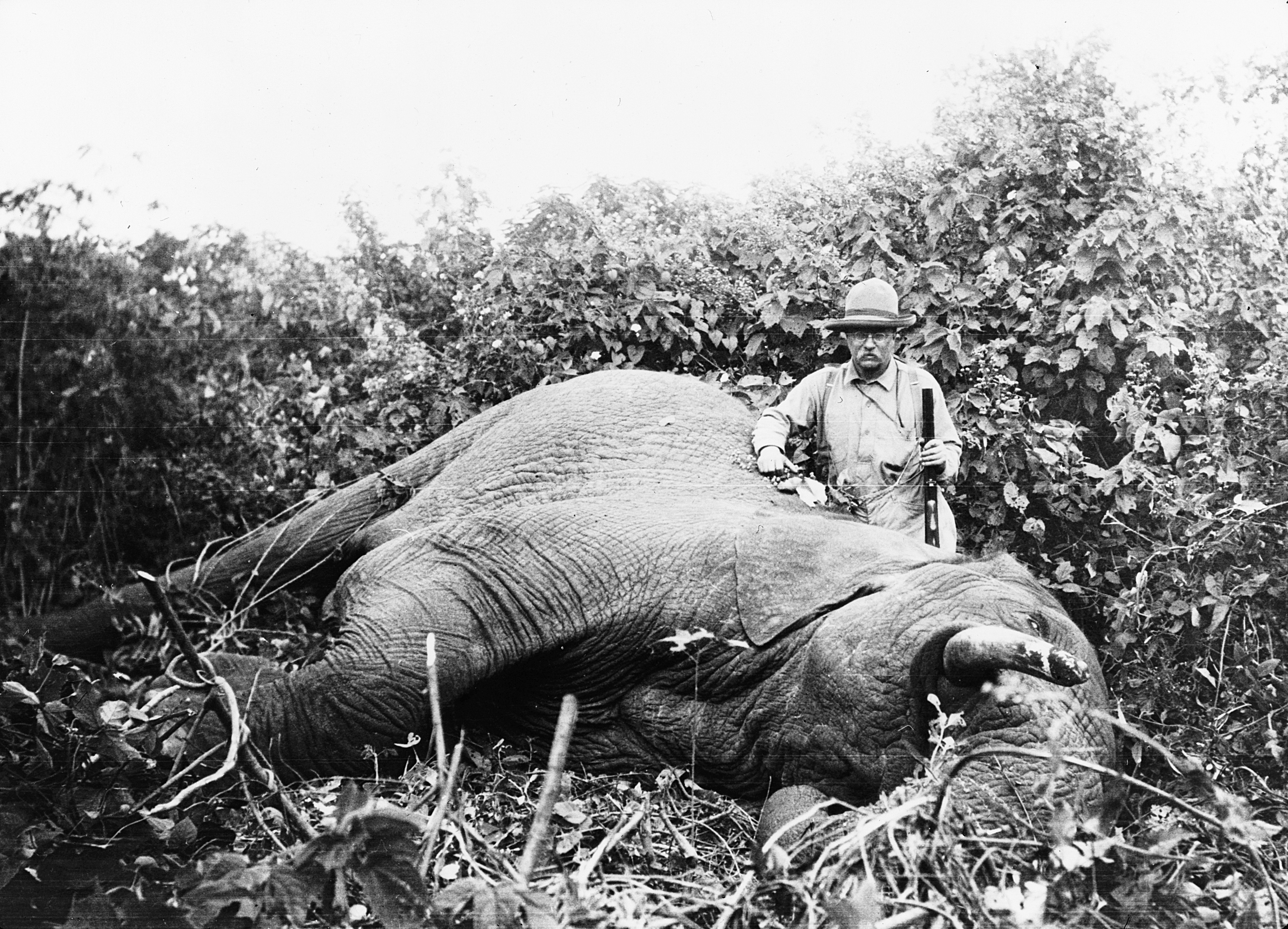
Theodore Roosevelt posa accanto a un elefante abbattuto in un safari, ca. 1909-1919.

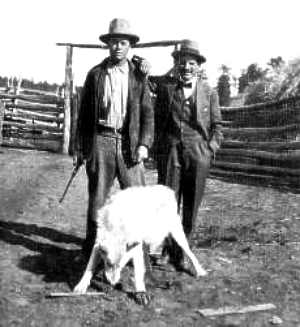
Due cacciatori posano accanto a un lupo abbattuto nel 1920.

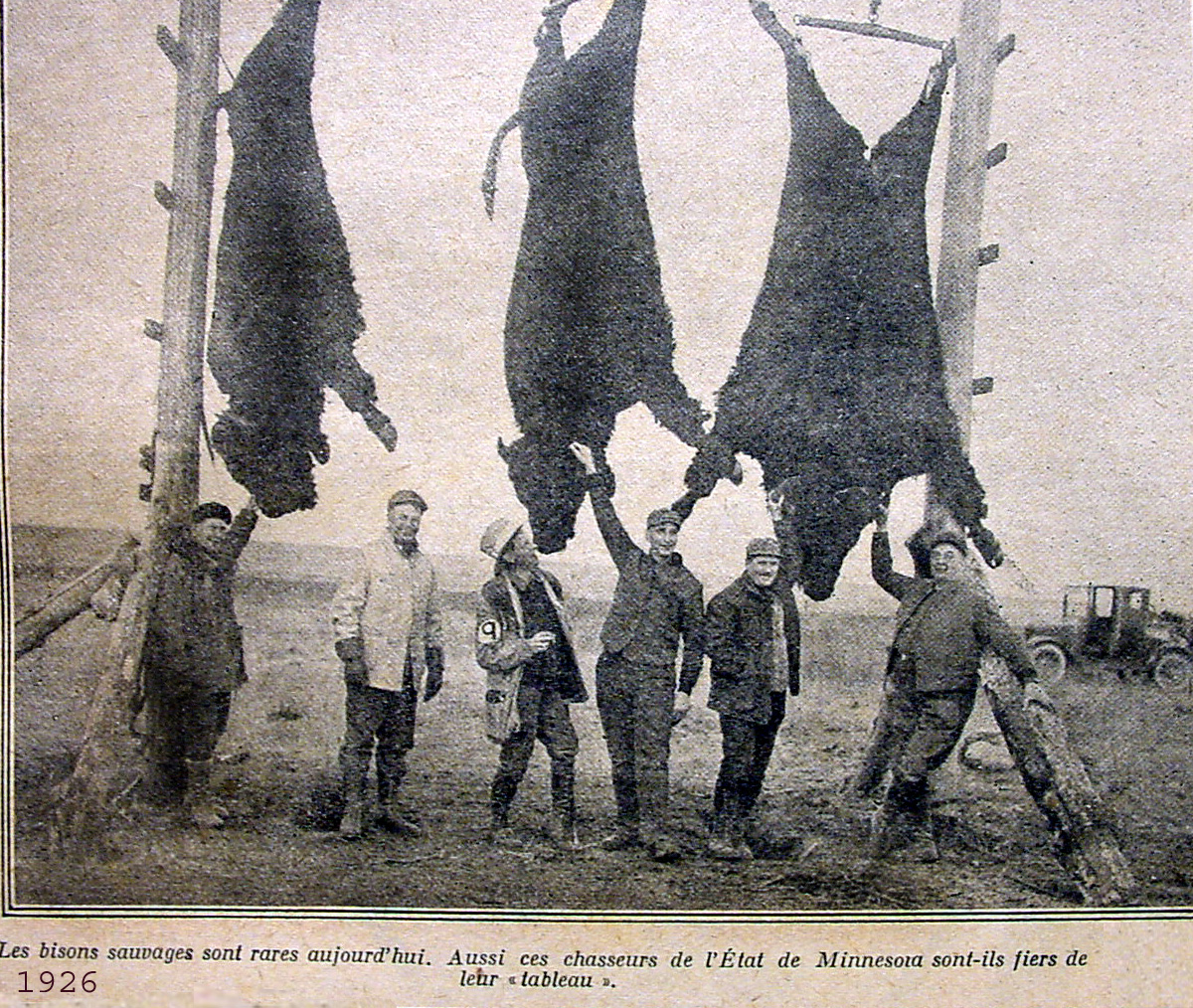
Cacciatori in posa davanti ai bisonti abbattuti, 1926.

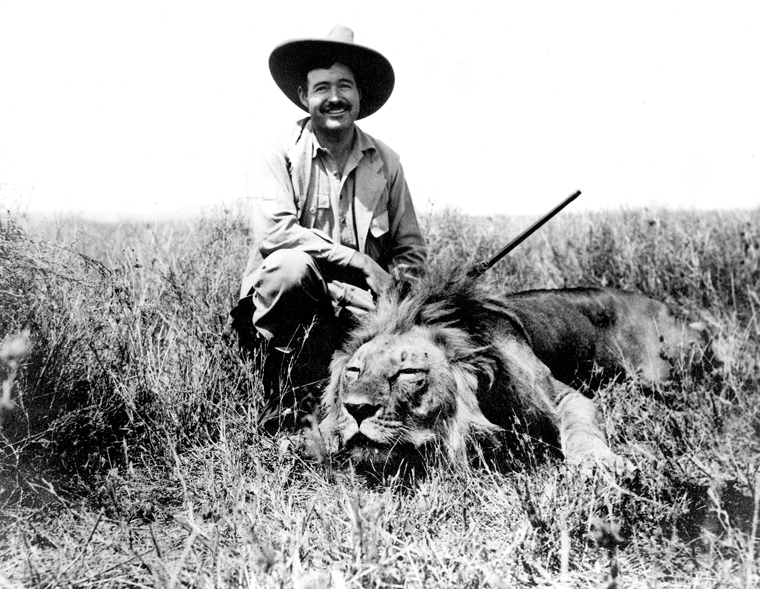
Ernest Hemingway posa accanto a un leone abbattuto in un safari, 1934.

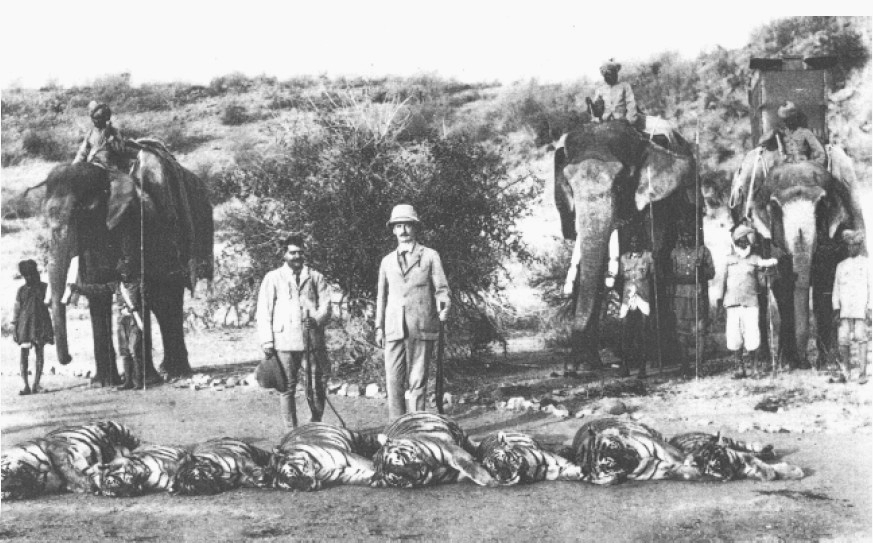
Rufus Isaacs, I marchese di Reading posa accanto ad alcune tigri abbattute in una battuta di caccia, pre-1935.

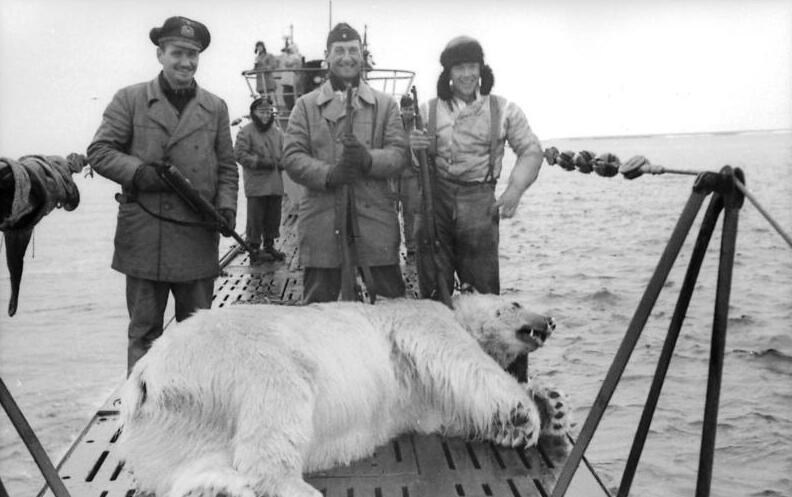
Marinai del Terzo Reich in posa con un orso polare abbattuto durante una spedizione nel nord della Russia, 1943.

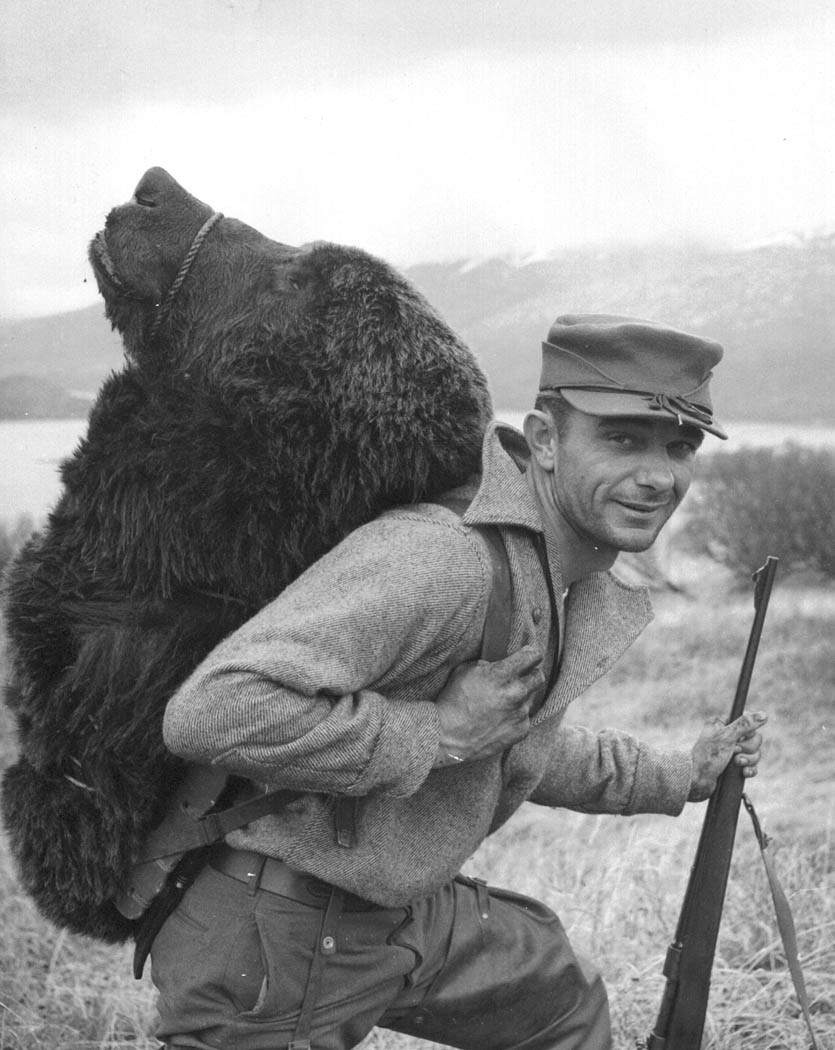
Cacciatore con testa di Orso Kodiak sulla schiena, 1957.

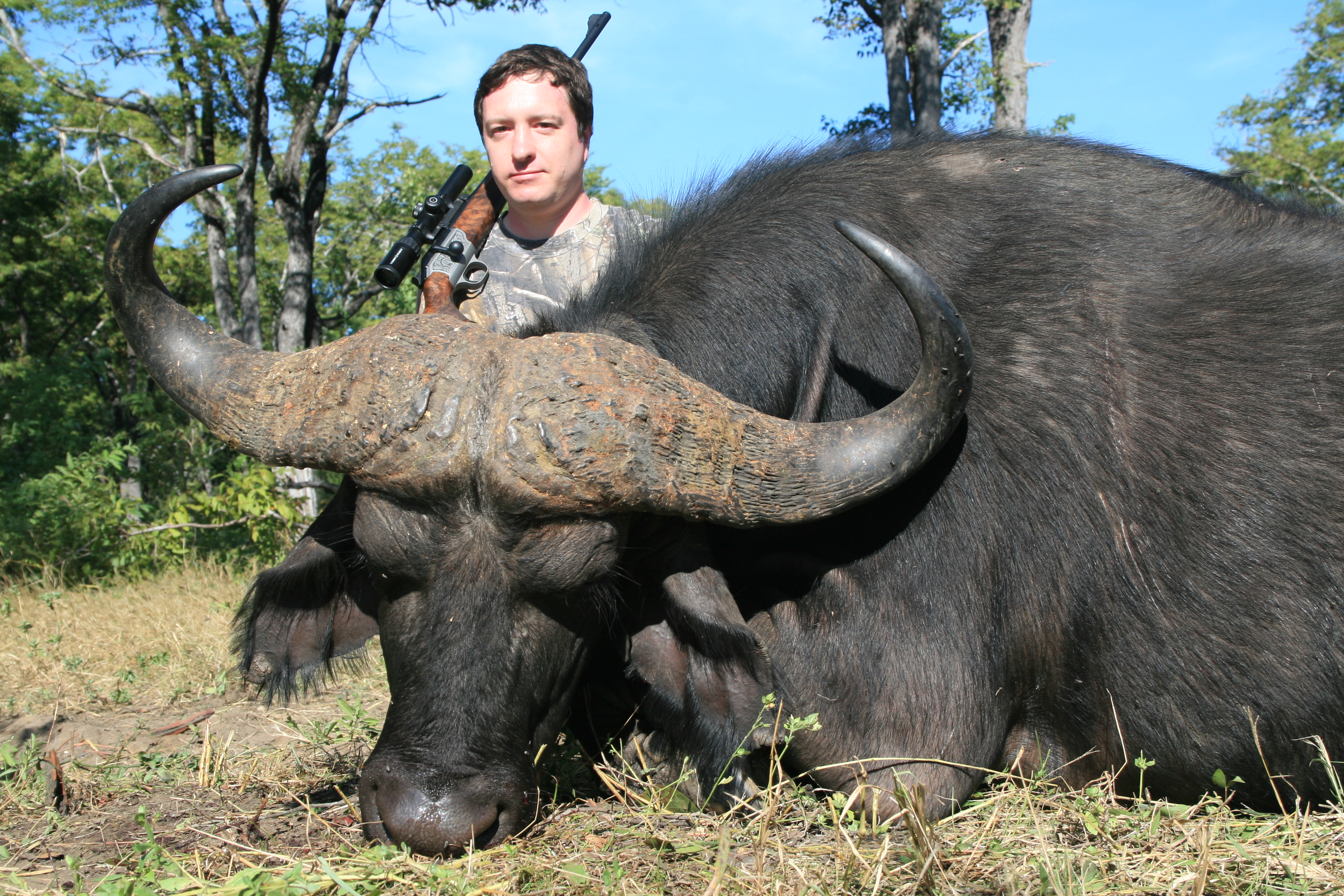
Cacciatore in posa accanto ad un bufalo cafro abbattuto, 2010.

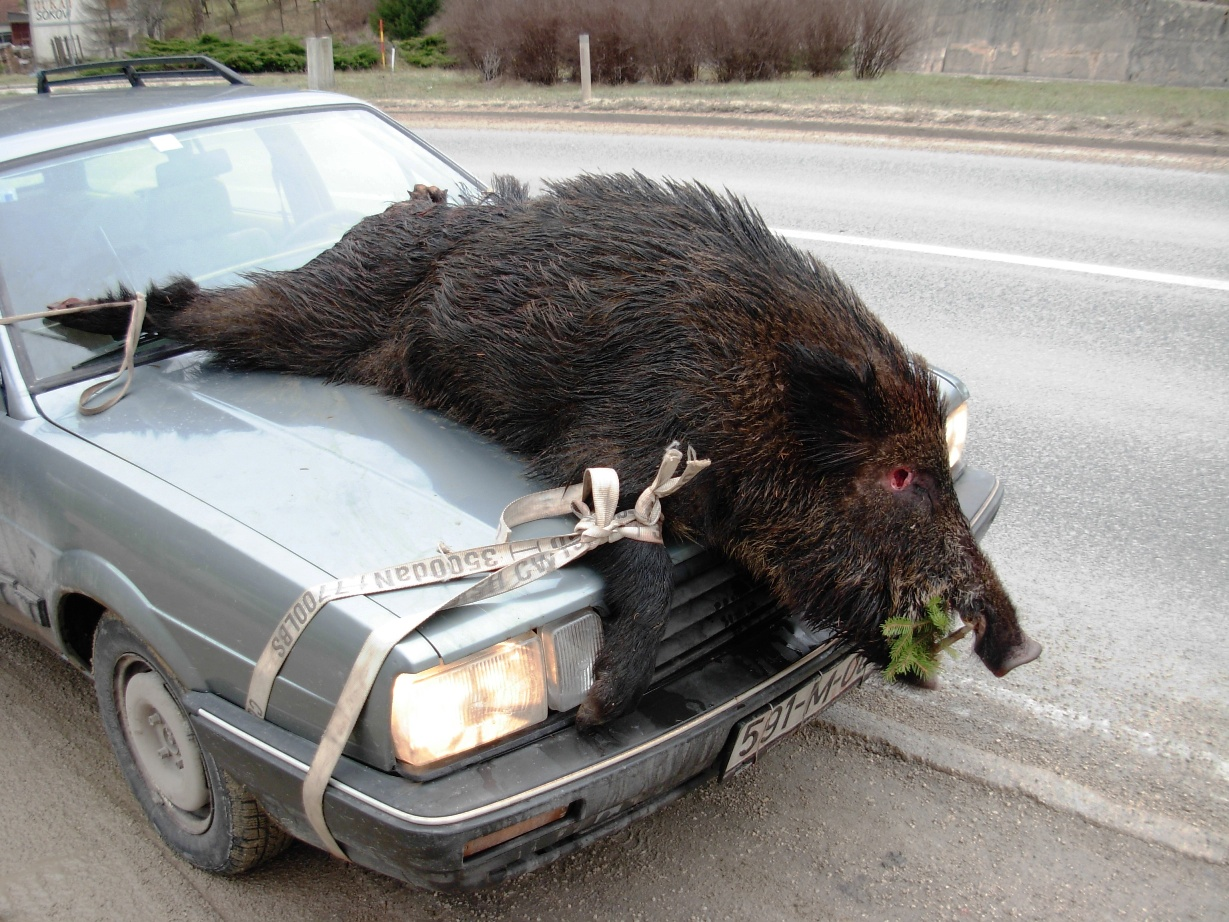
Cinghiale caricato su di un'automobile dopo una battuta di caccia grossa, 2011.

Per caccia grossa si intende la caccia a prede di grosse dimensioni per il cui abbattimento il cacciatore si trova esposto a rischi maggiori rispetto a quelli comportati dalla caccia tradizionale. 
L'espressione, già d'uso in ambito rinascimentale, ebbe grande fortuna nel corso del XIX secolo, quando si diffuse il fenomeno dei safari in Africa (v. Big Five Game) e in India (caccia alla tigre). In Europa, invece, la caccia ai grandi animali (alci, cervi, cinghiali, lupi e orsi) era già molto diffusa dal VII-VI secolo a.C., mentre in America lo sterminio dei bisonti iniziò verso la fine del '700 - inizio '800.
Ad oggi, la caccia grossa prevede il ricorso ad armi da fuoco di grosso calibro, come i fucili di tipo Express, oppure l'uso di balestre moderne (carrucolate o ricurve) molto potenti. 

## Storia

### Preistoria
Sin dalla Preistoria l'uomo è stato chiamato a confrontarsi con animali di grandi dimensioni il cui abbattimento andava ben oltre le sue capacità fisiche, mettendo spesso a rischio la sua stessa vita. Fin dal principio, la caccia grossa differì quindi notevolmente dalla caccia minuta perché, laddove la seconda veniva praticata per mere motivazioni nutrizionali, la prima poteva avere anche: (I) motivazioni rituali (da cui il fenomeno della Caccia ai Trofei); (II) prendere i connotati di un'eradicazione sistematica di specie animali ostili o rivali dell'homo sapiens sapiens, come nel caso delle primitive battute di caccia all'orso, dettate dal bisogno del clan di cavernicoli di garantirsi una dimora sicura.
In fase protostorica, quando lo sciamanesimo sviluppa o viene sostituito da una forma religiosa più strutturata e si originano le classi sociali, la distinzione tra caccia minuta e caccia grossa si fa marcatissima, portando alla creazione di due stereotipi: da una parte il "villano" armato di arco che va a caccia di pernici, dall'altra l'"eroe" armato di lancia che uccide e/o cattura il cinghiale, l'orso o il leone.

### Età antica
La mitologia greca è di per sé stessa sufficiente a far comprendere come, alle porte dell'epoca storica, la caccia grossa sia ormai da intendersi non più come una necessità, quanto una missione/vocazione destinata a pochi eletti. Le prede più pericolose del mondo ellenico, il cinghiale, il leone, l'orso, il lupo ed il cervo (e più tardi anche la tigre e il leopardo), creature legate alle forze oscure e primordiali i cui attributi sono ormai tanto esagerati da farne dei mostri veri e propri, sono destinate all'eroe, l'unico in grado di domarle ed abbatterle per garantire pace ed ordine al consorzio umano.

Dalla Grecia Classica alla Cina dei Regni Combattenti, la caccia grossa è esercitata sempre collettivamente. In generale l'animale selvatico, fin dalla preistoria, deve essere individuato, spaventato con l'aiuto di cani e battitori e spinto nella zona dove sono appostati i cacciatori o verso il recinto predisposto per intrappolarlo.
Col tempo la caccia di grandi animali diviene il passatempo preferito delle classi sociali preminenti, perché sono le uniche a potersi permettere l'equipaggiamento e l'addestramento di uomini e animali necessari ad una tanto rischiosa forma di svago. In epoca ellenistica e romana la caccia, specie al leone, era considerata un simbolo della virtus del comandante militare e in generale del cittadino.

### Medioevo
Con la ripresa dell'economia medievale, a causa delle pratiche contadine di bruciare le foreste per creare pascolo e terra coltivabile, in Europa vi è un certo diminuire degli animali selvatici, per cui re e i nobili iniziano a creare delle zone adibite a riserva di caccia, a loro uso esclusivo.
Infatti per la popolazione rurale la caccia e l'abbattimento di animali pericolosi non era uno sport, ma neppure un evento eccezionale, poiché poteva capitare che una calamità naturale che creava emergenza alimentare, che ci fosse necessità di integrare lo scarso reddito con la vendita di trofei e pellicce pregiate o, nei villaggi più isolati, o di difendersi da attacchi agli animali domestici ed alle persone. In generale la fauna selvatica, specie i predatori come l'orso, il lupo e la volpe, veniva considerata dai contadini come potenzialmente nociva e quindi da abbattere.

### Dal XIX secolo ad oggi
La caccia grossa ebbe grande diffusione nel mondo occidentale dal XIX secolo fino al secondo dopoguerra e divenne una importante fonte di reddito per alcuni Stati africani. Anche se vennero create estese riserve naturali, per proteggere la grande fauna selvatica dai bracconieri, purtroppo la loro gestione è stata molto trascurata. Attualmente in Africa e in Asia i grandi felini e la maggior parte delle prede classiche della caccia grossa (elefanti, rinoceronti, ecc.) sono minacciati o già a rischio di estinzione per la caccia di frodo e per il commercio illegale di avorio e pelli.

## Specie interessate
In generale, le specie soggette alla caccia grossa sono quelle che, durante un attacco (e specialmente se ferite), possono uccidere il cacciatore: per cui tra esse ritroviamo cervidi e antilopi, equini e suini selvatici, pachidermi (elefanti, rinoceronti e ippopotami) e altri grossi erbivori come giraffe, tapiri, camelidi e grandi bovini, grossi carnivori quali grandi felini, orsi, iene e canidi sociali, grandi primati, pecore e capre selvatiche, ecc. Vi sono inclusi anche alcuni grandi rettili, come i coccodrilli, e a volte anche i mammiferi marini, in particolare i grossi cetacei, specialmente le grandi balene e capodogli.

## Attrezzatura
Nel corso dei secoli, l'uomo ha sviluppato specifici equipaggiamenti per la caccia a quegli animali di grandi dimensioni il cui abbattimento, per scopo alimentare e/o rituale, esponeva il cacciatore a seri rischi per la sua incolumità. I parametri di valutazione di queste armi furono essenzialmente due: la quantità di danno arrecato alla preda e la capacità di bloccare l'animale onde impedirgli di caricare e aggredire l'uomo. 
A titolo di esempio possono esser citate:
A+armi bianche: appositamente sviluppate per la caccia grossa furono: la lancia, per la caccia al cinghiale, la rogatina, per la caccia all'orso, e le bolas.
- armi da fuoco' come i fucili di tipo Express e gli ibridi pistola-fucile come la pistola Howdah.

Per quanto concerne il mimetismo, molto spesso vengono utilizzate ghillie suit oltre che un vestiario idoneo.